# Яренга (посёлок)
Я́ренга — упразднённый посёлок в Усть-Вымском районе Республики Коми России. Входил в состав сельского поселения Вежайка.

## География
Территориально находился на территории Архангельской области. Расположен у автодороги 87К-005 и железнодорожной линии Микунь — Кослан на расстоянии примерно 46 км по прямой от станции Микунь на северо-запад.

## История
Посёлок появился при строительстве железной дороги. Назван по реке Яренга. В селении жили семьи тех, кто обслуживал инфраструктуру.
Известен с 1960 года как железнодорожная станция Яренга. В 2008 признан неперспективным. Упразднён 6 октября 2023 года Законом Республики Коми в связи с прекращением существования.

## Население
| 2010 |
| ---- |
| 32   |

Историческая численность населения: 1018 человек (1970), 605 (1979), 1128 (1989), 290 (1995).
Постоянное население составляло 52 человека (русские 65 %) в 2002 году, 32 в 2010.

## Инфраструктура
Путевое хозяйство. Действует железнодорожная станция Еринь.

## Транспорт
Развит автомобильный и железнодорожный транспорт.